# Stadttheater (Bielitz)
Das Stadttheater Bielitz wurde von 1888 bis 1890 in der damals vorwiegend deutschsprachigen Stadt als Deutsches Stadttheater errichtet und ist heute als Polnisches Theater (polnisch Teatr Polski Bielsko-Biała) genutzt. 

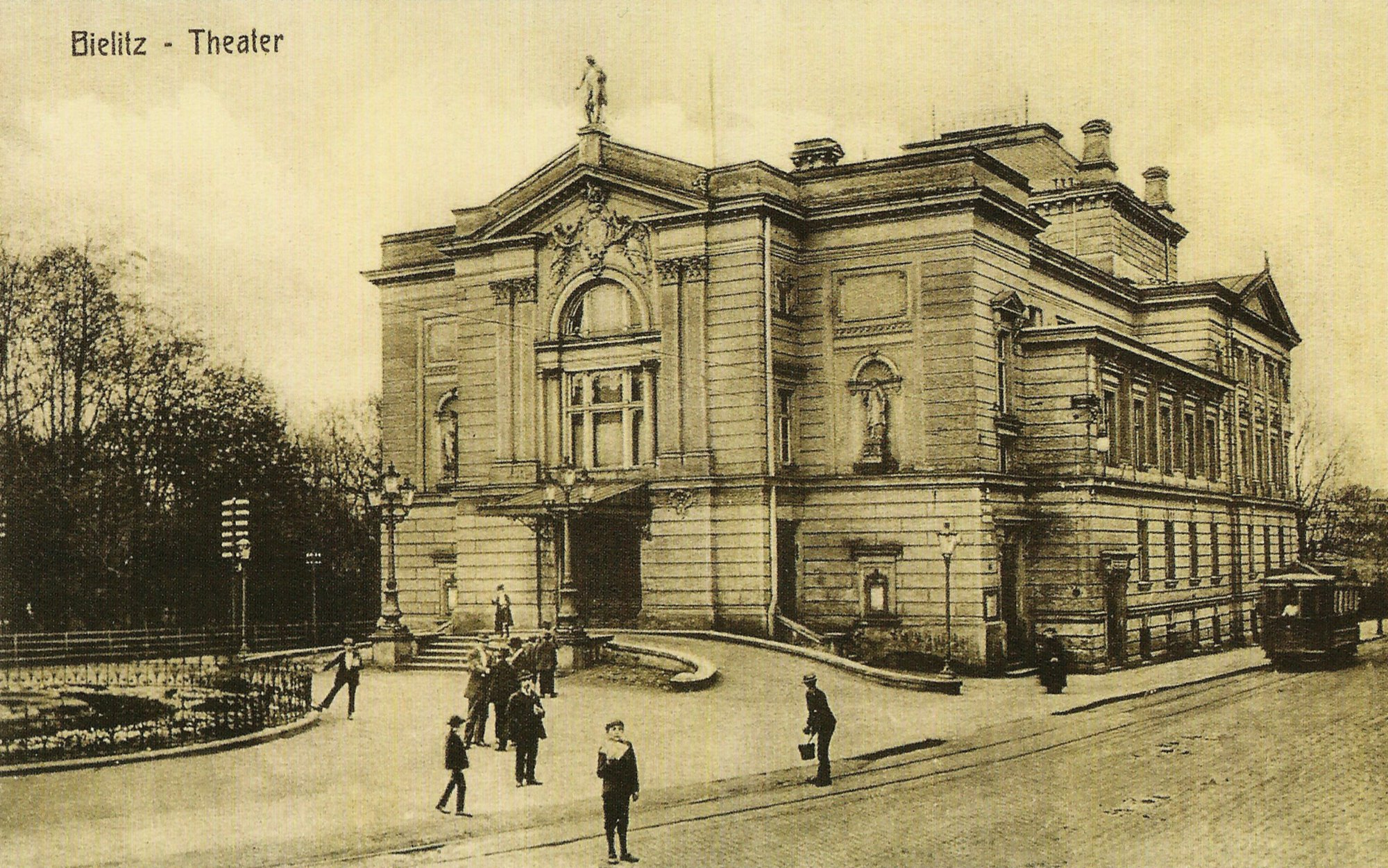
Stadttheater Bielitz, Postkarte 1913

## Theatergeschichte
Die älteste Nachricht von einem Theaterspiel in Bielitz stammt von 1791, als in einem Gerichtsprotokoll Daniel Eisenberg erlaubt "hierorts Schauspiele durch einhalb Jahre aufzuführen". Der nächste Beleg stammt von 1810, als Carl Flebbe Theateraufführungen erlaubt wurden. Im Jahr 1813 gastierte die Hornungsche Theatertruppe in Bielitz. Zum 1. Juli 1817 wurde neben der Schlosskapelle ein kleines Theater, das Sulkowskische Schauspielhaus, errichtet und eine Festvorstellung zu Ehren das Kaisers gegeben. Ab 1818 war dieses Theater auch für die bürgerliche Öffentlichkeit zugänglich. Das Sulkowskische Schlosstheater war bevorzugte Spielstätte reisender Theatergruppen. Dieses Theater fiel 1836 dem Stadtband zum Opfer.
In den Jahren 1856–1857 wurde ein Theatersaal im ersten Obergeschoss des Zunfthauses der Tuchmacher am Börsenplatz eingebaut. Das Theater wurde am 16. März 1857 mit einem Prolog in Bielizer Tuchmachermundart eröffnet und bestand bis 1882 bestand. Das kleine Theater hatte eine über zwei Geschosse reichende Holzkonstruktion und eine im Halbkreis geführte Galerie. Nach dem Ringtheaterbrand wurde die Galerie geschlossen. Bielitz hatte gute Verbindungen zum Hoftheater des Fürsten Anhalt-Pleß, der auch Gleiwitz bespielen ließ.
Im Verlauf der 1880er Jahre beschloss die Stadtverordnetenversammlung den Neubau eines Deutschen Theaters. Die Grundsteinlegung erfolgte 1890 und der Bau wurde von Emil Ritter von Förster, dem Architekten des Ringtheaters. Das Deutsche Stadttheater wurde am 30. September 1890 eröffnet mit dem von Stanislaus Wolf und Anton Freytag eigens verfassten Festspiel Das neue Musenheim sowie mit William Shakespeares Sommernachtstraum. Es verfügte über elektrische Beleuchtung und bot 800 Personen Platz. Das Deutsche Theater in Bielitz war von Anfang an ein Dreispartentheater und stark an der Kultur Wiens orientiert, auch noch nach 1918, wie aus den entsprechenden Jahrgängen des Deutschen Bühnen-Jahrbuchs hervorgeht.
Im Jahr 1891 wurde vor dem Eingang des Gebäudes ein Brunnen errichtet. In den Jahren 1904–1905 wurde der Bau von Fellner & Helmer umgestaltet. Das Theater wurde am 1. Oktober 1905 wiedereröffnet. Der Zuschauerraum wurde erweitert, die Logen im ersten Obergeschoss wurden entlang der Innenachse entfernt und an den Seitenfassaden wurden zwei Geschossanbauten angebaut. 
Die Geschichte des polnischen Theaters beginnt nach dem Zweiten Weltkrieg im Jahr 1945, gegründet von Stanisław Kwaskowski gegründet. Schon in der zweiten Hälfte In den 1940er Jahren war sie – laut Leon Schiller – eine der sechs besten Bühnen des Landes. In den Jahren 1995–2000 wurde das Theatergebäude sukzessive renoviert.

## Baugeschichte
Der Bauplatz liegt in der Unteren Vorstadt und zählt heute zum Zentrum von Bielitz-Biala. Das Baukonzept bezieht sich deutlich auf die Wiener Oper und das Staatstheater in Budapest. Das Gebäude ist allseits freistehend auf dem der Parkanlage Pastornak. Der Baukörper ist durch Risalite stark aufgegliedert. Aus der Front des Vorderhauses mit seitlichen Treppenhäusern tritt ein Mittelrisalit hervor, in dem sich der Haupteingang befindet. Die beiden Obergeschosse sind in einem Foyerfenster zusammengefasst.
Dem kräftig profilierten Giebeldreieck ist ein Relief zweier einen Kranz haltender Genien eingeschrieben, die Giebelspitze ist von einer Statue bekrönt. Die seitlichen Treppenhäuser weisen über dem verkröpfen Kordongesims rundbogige Figurennischen auf. Die Skulpturen und der Stuck stammen von Josef Scheuer aus Bielitz und Adolf Schill aus Wien.
Der Saalbau zwischen Vorder- und Bühnenhaus ist dreigeschossig. Beherrschendes Element der hinteren Gebäudegruppe ist der Bühnenturm mit gestutztem Walmdach, begleitet von kleinen Pyramidenaufsätzen als Eckverzierung. Das Bühnenhaus wird durch Treppenrisalite mit Dreiecksgiebeln gegliedert.

## Internetseite
- https://teatr.bielsko.pl/